# Westeind (Westerwolde)
Westeind is een buurtje in de gemeente Westerwolde in het oosten van de Nederlandse provincie Groningen. Het buurtje ligt langs de N367 die ter plaatse de Turfweg heet. Westeind ligt nog net in de gemeente Westerwolde, even verder naar het westen begint de bebouwing van Oude Pekela (gemeente Pekela).
Begin 19e eeuw lagen de boerderijen ter plaatse langs het toenmalige Westeindpad tussen de Verschedijk en Oude Pekela. Een aantal van deze boerderijen komt al voor in de hoenderbelastinglijsten van eind 16e eeuw. De meest westelijke hiervan was de vroegere voorwerk van het klooster van Heiligerlee en behoorde als enige tot het kerspel Winschoten. Hier staat nu een boerderij uit 1869 (Turfweg 1).
Nadat de Turfweg in 1852 verhard werd, werden de boerderijen in de eeuw erna geleidelijk verplaatst naar deze weg.
Dorpen: Barnflair · Bellingwolde · Blijham · Bourtange · Jipsingboertange · Oudeschans · Over de Dijk · Sellingen · Ter Apel · Ter Apelkanaal · Veelerveen · Vlagtwedde · Vriescheloo · Wedde · Wedderheide · Zandberg (deels)

Buurtschappen: Agodorp · Borgertange · Borgerveld · Bovenstreek · De Bouwte · De Bruil · De Bult · Den Ham · De Heemen · De Lethe · De Maten · De Oerde · De Straat (Engelkes) · Draaijerij · Ellersinghuizen · Hanetange · Harpel · Hoorn · Hoornderveen · Jipsingboermussel · Jipsinghuizen · Kielhuppen · Klein-Ulsda · Klontjebuurt · Koudehoek · Lammerweg · Laude · Lauderbeetse · Lauderzwarteveen · Laudermarke · Leemdobben · Lieskemeer · Loosterheide · Lutje Ham · Lutjeloo · Morige · Munnekemoer · Nienoordstreekje · Oosteinde · Overdiep · Pallert · Plaggenborg · Poldert · Renneborg · Rhederbrug · Rhederveld · Rijsdam · Roelage · 't Schot · Sellingerbeetse · Sellingerzwarteveen · Slegge · Stakenborg · Stobben · Ter Borg · Ter Haar · Ter Walslage · Ter Wisch · Tjabbesstreek · Veele · Veendijk · Veerste Veldhuis · Verbindingsweg · Vlagtwedder-Veldhuis · Vogelzang · Voorwold · Wedderbergen · Wedderveer · Weende · Weite · Wessingtange · Westeind · De Westert · Winschoterhogebrug (deels) · Winschoterzijl (deels) · Wollingboermarke · Wollinghuizen · Zuidveld · Zandstroom

Groningen: Steden en dorpen      Nederland: Provincies · Gemeenten